# Aliecer Urrutia
Aliecer Urrutia (* 22. September 1974 in Placetas, Villa Clara) ist ein ehemaliger kubanischer Dreispringer.
Urrutia gehörte Mitte der 1990er Jahre zu den besten Dreispringern der Welt. Im Juni 1996 verbesserte er in Sevilla seine persönliche Bestleistung auf 17,70 Meter.
Eine Woche vor Beginn der  Hallenweltmeisterschaften verbesserte er bei einem Sportmeeting in Sindelfingen den Hallenweltrekord im Dreisprung auf 17,83 Meter und reiste als Topfavorit nach Paris. Bei den Welttitelkämpfen musste er sich dann jedoch seinem Landsmann Yoel García knapp geschlagen geben und errang die Silbermedaille. Diesen Erfolg konnte er fünf Monate später mit der Bronzemedaille bei den Weltmeisterschaften in Athen bestätigen.
Nach der Saison 2002 beendete Urrutia seine aktive Laufbahn. Seine Weltrekordweite wurde im März 2004 von dem Schweden Christian Olsson eingestellt.